# 蓬泰达西奥
蓬泰达西奥（義大利語：Pontedassio），是意大利因佩里亚省的一个市镇。总面积14.47平方公里，人口2363人，人口密度163.3人/平方公里（2009年）。ISTAT代码为008045。